# Brive-la-Gaillarde
Brive-la-Gaillarde je francouzské město nacházející se v regionu Nová Akvitánie, ve střední Francii. Jde o druhé největší město v tomto regionu po Limoges. Lidé se v místě kde stojí dnešní město usídlili již kolem 1. století, město samotné začalo vznikat však až mnohem později. Ve 12. století byly postaveny hradby kolem města a během stoleté války je postavena druhá linie opevnění. Tato opevnění již dávno neexistují a jsou nahrazeny bulváry.

## Geografie
Sousední obce: Ussac, Malemort-sur-Corrèze, Cosnac, Jugeals-Nazareth, Noailles, Lissac-sur-Couze a Saint-Pantaléon-de-Larche.
Obcí protéká řeka Corrèze.

## Vývoj počtu obyvatel
Počet obyvatel

## Gastronomie
Místní specialitou je moutarde violette de Brive, fialová hořčice z Brive, která obsahuje hroznové víno.

## Osobnosti města
- Pierre André Latreille (1762 – 1833), entomolog
- Guillaume Marie Anne Brune (1763 – 1815), maršál doby Prvního císařství
- Guillaume kardinál Dubois (1656 – 1723), arcibiskup z Cambrai
- Cédric Villani (* 1973), matematik

## Partnerská města
- Castillo de Aro, Španělsko
- Guimarães, Portugalsko
- Joliette, Kanada
- Lauf an der Pegnitz, Německo
- Melitopol, Ukrajina
- Sikasso, Mali